# Minulý čas (Star Trek: Stanice Deep Space Nine)
Minulý čas (v anglickém originále Past Tense; v původním českém překladu Čas minulý) je dvoudílná, v pořadí jedenáctá a dvanáctá epizoda třetí sezóny seriálu Star Trek: Stanice Deep Space Nine.
Posádka Defiantu se vrátí v čase na Zemi roku 2024. Spojené státy americké tehdy řešily problém bezdomovectví zřízením „azylových distriktů“, kam byli umisťováni nezaměstnaní a/nebo duševně nemocní, čímž byla vytvářena přelidněná provizorní ghetta.

## Příběh

### První část
Když se komandér Sisko, doktor Bashir a poručík Dax pokusí transportovat z Defiantu na Zemi, něco se stane a přenesou se do San Franciscu roku 2024.
Zatímco Dax se objeví ve vstupu do stanice metra, zbylí dva důstojníci se zhmotní na nedaleko na povrchu. Naštěstí pro Jadzii ji osloví kolemjdoucí podnikatel Chris Brynner, který ji doprovodí do své kanceláře, kde se o ni postará, neboť si myslí, že byla přepadena. Obdivuje její „tetování“ na tváři a krku (trillská znaménka) a líbí se mu její exotické jméno Jadzia, u kterého hádá, že je nizozemské.
Sisko s Bashirem ale takové štěstí nemají. Jsou probuzeni dvojicí policistů s brokovnicemi, kteří si myslí, že se jedná o tuláky. Odvedou je proto do shromažďovacího centra, které je přeplněno nezaměstnanými pracovníky a slouží jako přestupní stanice pro řady lidí, kteří nemají kam jít nebo trpí neléčenými duševními nemocemi. Sisko si všimne data na kalendáři a uvědomí si, že se nacházejí pouze den před „Bellovskými bouřemi“. Důstojníci se totiž nacházejí na kraji jednoho z „azylových distriktů“, oploceného ghetta, kde jsou shromažďováni všichni chudí, nemocní a kteříkoliv další, jež se nedokáží uživit. Bellovské bouře nastanou, když napětí mezi obyvateli distriktu vzroste napětí a frustrace, neboť zde ztratili svou důstojnost a vláda není schopna poskytnout prostředky, které by jim pomohly. Desítky jich budou zabity včetně vůdce demonstrace, muže jménem Gabriel Bell. Ten se ale stane hrdinou, protože svým sebeobětováním chránil rukojmí. Výsledkem Bellova hrdinství bude postupná změna v uvažování společnosti, která pomůže chudým a nemocným uvězněným v distriktech. Sisko a Bashir se shodnou, že musí odtud zmizet, než tyto bouře začnou. Noc stráví v distriktu na ulici, neboť všechny budovy jsou buď přeplněné nebo kontrolované různými gangy.
Dax mezitím pilně pracuje na nalezení svých přátel a zkouší pochopit, o co tu jde. Brynner jí poskytne oblečení, peníze i počítač s identifikační kartou, díky němuž najde informace o této době. Když doprovází Brynnera na večírek, pozná vyšší vrstvy společnosti a dozví se o azylových distriktech, kde by se důstojníci mohli nacházet.
Neštěstí nastane po rvačce, při které se Sisko a Bashir bránili krádeži svých karet pro jídelní příděly, které na úřadě dostali. Muž, který jim přijde na pomoc, je zabit a komandér s doktorem zjistí, že se jednalo o Gabriela Bella. Svým jednáním tak přímo způsobili smrt člověka, který musí za několik dní vést demonstrace, které změní svět. Pokud by Bellovské bouře nenastaly, pozemská historie by nabrala jiný směr. Sisko rozhodne, že oba musí zajistit, aby události proběhly tak, jak mají, proto na sebe vezme identitu Gabriela Bella.
Mezitím ve 24. století zbylá posádka Defiantu na oběžné dráze Země, kterou tvoří major Kira, Odo a náčelník O'Brien, ztratí kontakt s planetou a zmizí i jakékoliv další známky Federace. Po zjištění problému s chronotrony začnou provádět výpočty, které mají pomoci zjistit alespoň přibližný čas, do kterého se výsadek dostal.

### Druhá část
Bashir a Sisko v roli Bella se vrátí do centra, na které právě zaútočila skupina nespokojených obyvatel azylového distriktu, jež vzali pracovníky úřadu a některé policejní důstojníky jako rukojmí. Sisko převezme vedení vzpoury s vědomím, že jejím výsledkem bude Bellova smrt, a snaží se zabránit, aby byl kdokoliv zraněn. Tlačí na guvernéra a trvá na tom, že mu musí poskytnout vysílací čas v televizi, aby se svět dozvěděl, co se v distriktech děje a jaké mají zdejší lidé požadavky. Chtějí distrikty uzavřít, chtějí pouze šanci získat poctivé živobytí.
Nepokoje jsou v plném proudu. Dax je sleduje z Brynnerovy kanceláře a ví, že Sisko s Bashirem jsou v distriktech v nebezpečí, proto se je vydá hledat. Proleze kanalizací, v distriktu je ale chycena a odvedena do úřední budovy, k vedení vzbouřenců. Zde si tajně promluví se komandérem a doktorem a kanalizací se dostane pryč. Pomůže jim totiž Brynner, který jim aktivuje terminál, díky němuž mohou vysílat do celého světa své názory, kterými může skončit existence těchto ghett.
Kira a O'Brien se mezitím několikrát transportují z Defiantu na místo, kam byl poslán výsadek, ovšem vždy do špatného času. Zbývá jim již pouze jeden pokus, který jim naštěstí vyjde. Kontaktují Dax a po informacích, které dostanou, jsou ochotni zachránit Siska a Bashira. Jedná se však o stejnou chvíli, kdy se kolem centra pohybují jednotky SWAT, které mohou tyto bouře jednou pro vždy ukončit. Týmy zaútočí na úřad, aby zabily vůdce revoluce; Sisko je sice zasažen kulkou do ramene, když chrání rukojmí a přeživší, ale přežije. Po ukončení nepokojů dva policisté, kteří na začátku odvedli Siska s Bashirem do centra, souhlasí s propuštěním „Bella“ a Bashira a s výměnou „Bellovy“ identity, kterou přenechají mrtvému muži.
Všichni důstojníci se poté transportují do 24. století na Defiant, kde zjistí, že současnost je již v pořádku, neboť historie proběhla tak, jak měla. Jediným rozdílem je historický záznam Gabriela Bella, který obsahuje Siskovu fotku.

## Zajímavosti
- Křestní jména postav Chrise Brynnera, Vina, Leea a Bernarda Calvery jsou odkazem na stejnojmenné hrdiny z filmu Sedm statečných. Příjmení Chrise Brynnera navíc odkazuje na Yula Brynnera, který v Sedmi statečných ztvárnil Chrise.
- Druhá část dvojepizody je posledním dílem seriálu, který nebyl vysílán za souběžného vysílání jiného Star Treku. 16. ledna 1996 byla totiž premiérově uvedena pilotní dvojepizoda Voyageru.
- Jedná se o první díl Deep Space Nine, jehož děj se odehrává na Zemi, a zároveň první epizodu, která neobsahuje žádné záběry ze stanice.